# 천명관
천명관(千明官,1964년 ~ )은 대한민국의 소설가이자 시나리오 작가이다.

## 생애
경기도 용인에서 출생했다. 영화 《총잡이》와 《북경반점》 등의 시나리오를 집필했으며, 2003년 문학동네신인상 소설 부문에서 단편소설 〈프랭크와 나〉가 당선되어 문단에 나왔다. 2004년 제 10회 문학동네소설상에서는 장편소설 《고래》가 당선되었으며, 2008년 현재 영화 연출을 준비하고 있다.

## 주요 작품

### 소설집
- 《고래》(문학동네, 2004) ISBN 89-8281-927-4 : 한국간행물윤리위원회가 청소년 권장도서로, 한국문화예술위원회가 우수문학도서로, 또 한국출판인회가 이달의 책으로 선정한 작품이다. 전체 456쪽이며 12월 24일 발행되었다.
- 《유쾌한 하녀 마리사》(문학동네, 2007) ISBN 978-89-546-0397-3 : 2007년 한국문화예술위원회 선정 우수문학도서. 전체 408쪽, 9월 20일 발행
- 《고령화 가족》 (문학동네, 2010) ISBN 978-89-546-1055-1
- 《자전 소설2 (오 아버지) 》(강, 2010) ISBN 978-89-821-8156-6
- 《나의 삼촌 브루스 리 1》(예담, 2012) ISBN 978-89-591-3668-1
- 《나의 삼촌 브루스 리 2》(예담, 2012) ISBN 978-89-591-3669-8
- 《칠면조와 달리는 육체노동자》(창비, 2014) ISBN 978-89-364-3732-9